# Buriki One
Buriki One es un juego en 3D de SNK lanzado al mercado en 1999 para el sistema arcade Hyper Neo-Geo 64. Su nombre completo es "Buriki One: World Grapple Tournament '99 in Tokyo". Cuenta con un novedoso sistema de juego que consiste en que la palanca de mando y los botones están en orden contrario al tradicional; es decir con los botones movemos los personajes (botones a la izquierda) y con la palanca de mando lanzamos los golpes del personaje (palanca a la dererecha). Se planificó su lanzamiento para la plataforma PlayStation, pero nunca se lanzó oficialmente.

## Argumento
Es la primavera de 1999... Luchadores de todo el mundo se reúnen en el Tokyo Dome para competir en el World Grapple Tournament. Cada contendiente tiene su propia disciplina de lucha, que va desde los estilos populares de boxeo, karate y lucha libre profesional, hasta las artes menos conocidas de Aikido, Tai chi y Muay Thai. ¡Finalmente, tienen la oportunidad de demostrar qué arte marcial lo conquista todo!

## Personajes
- Gai Tendo: Protagonista del juego, de 17 años, desarrollo su propio estilo de pelea, el Total Fighting (similar a las Artes marciales mixtas), que combina golpes con llaves de rendicion y agarres. Es oriundo de Okinawa.
- Ryo Sakazaki: el protagonista de la saga Art of Fighting y maestro del estilo Kyokugen de Karate. Muchos de sus movimientos fueron modificados a versiones más realistas.
- Seo Yong Song: Estudiante surcoreano de física cuántica y campeón mundial de Taekwondo, todo esto con apenas 18 años.
- Takato Saionji: También estudiante, pero al igual que Tendo, de 17 años, de Kioto. Aprendió Aikido con su abuelo.
- Rob Python: Boxeador peso super pesado de 35 años, de Los Ángeles, tan fuerte como rápido.
- Payak Sitpitak: una leyenda del Muay thai, con 40 años es el mandamás del peso Wélter de esa disciplina.
- Ivan Sokolov: Luchador Olímpico ruso que incluso ha ganado medallas de oro en juegos olímpicos. Tiene 27 años.
- Patrick Van-Heyting: una estrella de la Lucha libre profesional de estilo powerhouse y movimientos devastadores.
- Akatsuki-Maru: Luchador de Sumo que actualmente tiene el rango de Sekiwake, esperando crecer hasta llegar al rango Yokozuna
- Song Xuandao: Maestro de Tai chí que demuestra una habilidad increíble a sus 70 años.
- Jacques Ducalis: Otro medallista dorado, pero en este caso es el presidente de la Sociedad Francesa de Judo
- Silber: El jefe final del juego, tiene su estilo propio de Karate pero con la salvedad que nunca compitió de manera oficial, sino que desafió por los últimos 30 años a guerreros de todo el mundo para demostrar su fuerza. Se lo puede desbloquear después de haber pasado el juego con todos los otros luchadores.

### Apariciones en otras sagas
- Gai Tendo aparece como personaje jugable en The King of Fighters '99 Evolution exclusivo de la consola Sega Dreamcast. En su secuela, The King of Fighters 2000 aparece como asistente oculto de Takuma Sakazaki
- Tendo y Silber aparecen como subjefes secretos en The King of Fighters XI
- La apariencia de Ryo Sakazaki en este juego es usada luego en los juegos Fatal Fury: Wild Ambition (versión de PlayStation) y Neo Geo Battle Coliseum renombrado en ambos como Mr. Karate.